# Villa Manin Cantarella
Villa Manin Cantarella è una villa veneta situata nel centro del comune di Noventa Vicentina, in provincia di Vicenza: la villa è stata oggetto di un'ampia ristrutturazione nel 1883, ad opera dell'architetto vicentino Antonio Caregaro Negrin. Qui nacque il 23 novembre 1864, da Giacomo e da Anna Giusti, Umberto Masotto, capitano del Regio esercito italiano, Medaglia d'oro al valor militare: all'interno di un'aiuola del parco è stata posta una lapide commemorativa e una targa che ne ricorda le eroiche gesta è visibile sulla parete sud di Villa Manin Cantarella, al termine di Via Umberto Masotto.

## Storia
La villa fu fatta costruire tra la fine del XVI secolo e gli inizi del XVII da nobili di Venezia nel periodo che vide appunto insediarsi nei territori del Veneto e del Friuli-Venezia Giulia numerose famiglie del patriziato veneziano, convinte che l'avvenire della Serenissima Repubblica di Venezia non poteva più dipendere, dopo la scoperta del Nuovo Mondo, dal commercio e dall'attività mercantile: oramai queste erano state in gran parte assorbite dal porto di Genova ed erano fortemente ostacolati dalla presenza dei Turchi nel Mediterraneo. Cominciarono allora ad essere edificate le ville palladiane e le ville venete, simbolo del crescente interesse dei nobili per le attività della terraferma e per i possedimenti fondiari: anche nel basso vicentino si insediarono alcune importanti famiglie venete e veneziane: i Pojana, i Manin, i Barbarigo, gli Arnaldi,i Saraceno, i Pigafetta, i Fracanzani, i Repetta e altre, attratte da questo territorio anche per le importanti agevolazioni fiscali che la Serenissima concedeva ai proprietari che bonificavano terreni paludosi (Beni Inculti) preponderanti all'epoca in queste zone.
Alla fine del Settecento, per una serie di sfortunate circostanze, non ultima la caduta del governo veneziano (maggio 1797), retto proprio dal doge Lodovico Manin, la villa passò alla famiglia Masotto “che ne teneva l'Agenzia”: in questo periodo che la tenuta agricola dei Manin iniziò a essere suddivisa e, gradualmente, nuove strade e costruzioni accerchiarono la villa che, tuttavia, conservò un vastissimo parco (circa 8000 m²). Nel 1882 essa divenne proprietà di Bortolo Cantarella che ne affidò la ristrutturazione all'architetto Antonio Caregaro Negrin, con il compito di "riformarla ed abbellirla"
Dopo vari passaggi di proprietà la villa fu acquisita dal consorzio agrario di Noventa Vicentina che la adattò alle proprie esigenze commerciali: pose i suoi uffici nel piano nobile, adibì a magazzino la barchessa, il portico delle barchesse fu usato come parcheggio per automobili, autocarri e trattori agricoli; eliminò infine parte del parco originario e l'aiuola antistante lo scalone centrale, la cui esistenza è documentata da cartoline postali risalenti agli anni trenta.
Nel 1997 la villa diventa proprietà di un privato che destina parte degli edifici addossati a residenze, e l'antica dépendance nel giardino anteriore a sede della sua attività professionale.
Le sale del piano nobile, le barchesse, così come le sale delle cantine sono invece utilizzate per ospitare eventi privati e manifestazioni culturali.

## Progetto originale

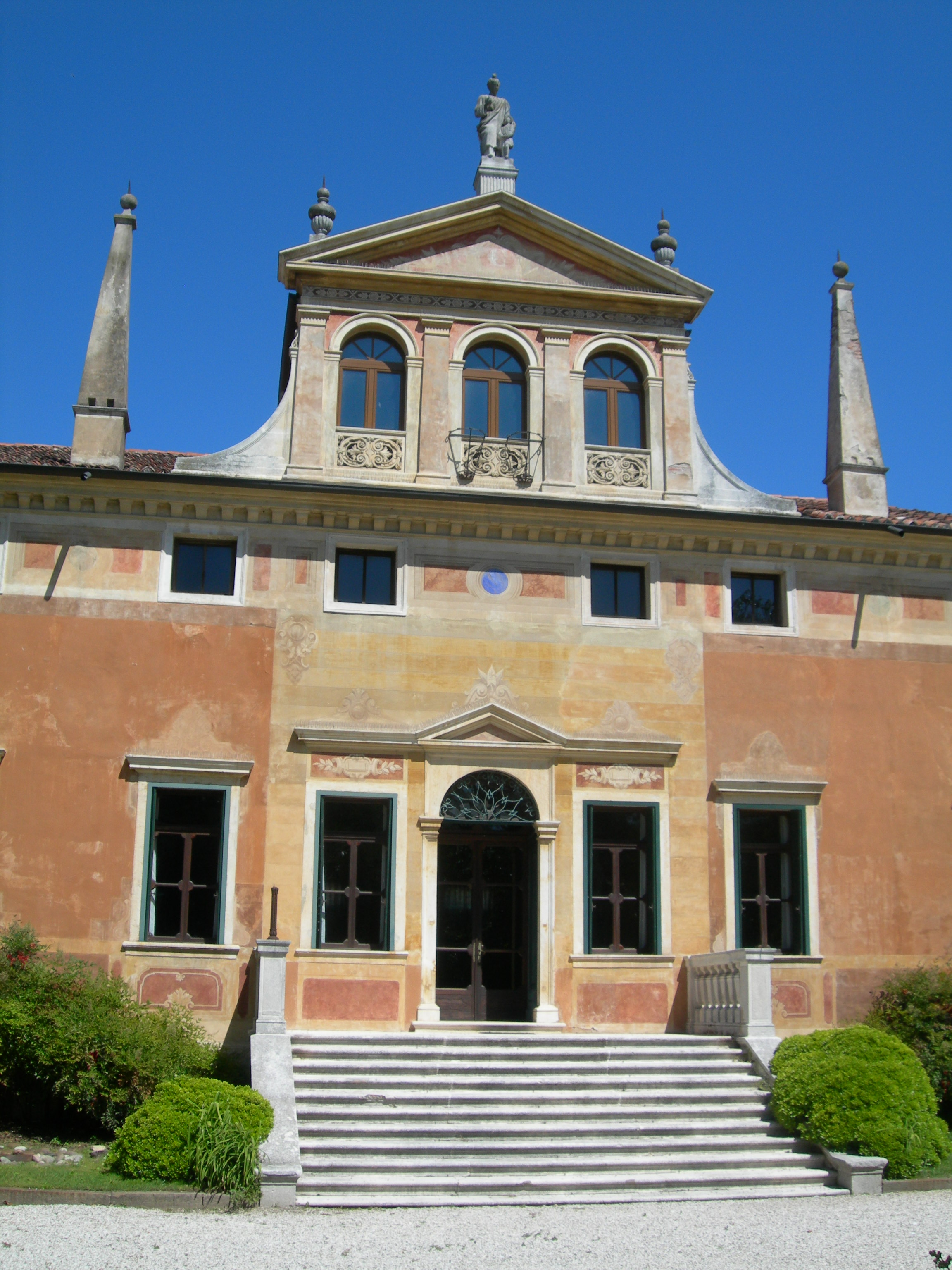
Dettaglio della facciata di Villa Manin Cantarella

La villa si trova a Nord-Ovest del Duomo: allora in aperta campagna, era collegata con la "piazza ove si fa il mercato" (l'attuale Corso Giacomo Matteotti) con uno "stradone" denominato al tempo “di Cà Manin”, ora Via Umberto Masotto. Il progettista originale non è noto ma l'andamento orizzontale dell'edificio la ricondurrebbe ad un architetto di formazione stilistica padovana: essa fu concepita a due piani: riprende la tipologia del grande salone centrale al piano nobile, sopraelevato rispetto al vasto piano interrato dalle volte a crociera (le antiche sale delle cantine).
Quattro sale sono disposte simmetricamente a destra del salone e quattro a sinistra: alcune di queste sale, così come il salone centrale presentano numerosi affreschi di notevole fattura, in buono stato di conservazione.
Sopra al piano nobile si trova una grande mansarda delle stesse dimensioni degli altri due piani.
Un elegante cornicione dentato sottolinea la linea di gronda e l'inizio della copertura; un grande abbaino centrale e quattro altissimi comignoli piramidali danno slancio verticale all'edificio.
Affiancate al corpo della villa si trovano le grandi barchesse, costituite da quattro arcate a tutto sesto e caratterizzate da decorazioni pittoriche che ne ricordano la vocazione agricola.
Addossato al lato nord-ovest delle barchesse sorge un edificio risalente alla seconda metà del XIX secolo.

## Ristrutturazione e modifiche

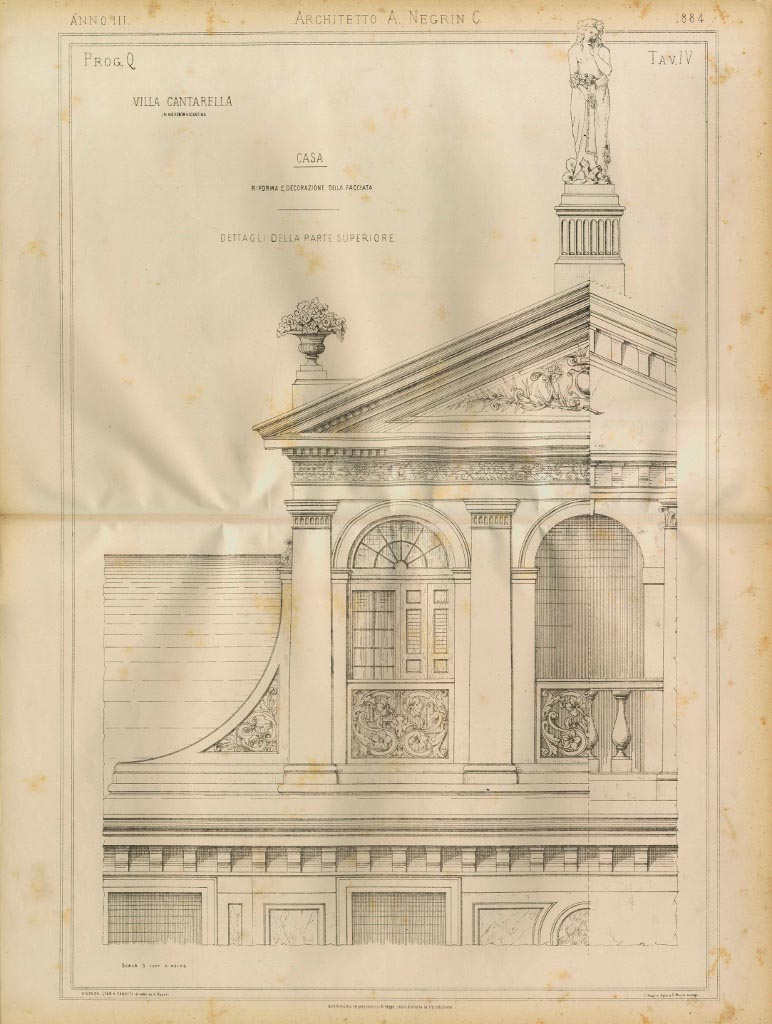
Tavola IV del progetto di Antonio Caregaro Negrin

Antonio Caregaro Negrin nella facciata anteriore ridusse i due ordini laterali di scale in un unico ampio scalone centrale, accompagnata da balaustre reggenti due statue muliebri, poi sostituite da lampioncini in ferro battuto; aggiunse sopra la porta d'ingresso centrale una modanatura in pietra per saldare le due finestre affiancate, in modo che i tre elementi centrali assumessero un'importanza adeguata alle notevoli dimensioni della lunga facciata dell'edificio.

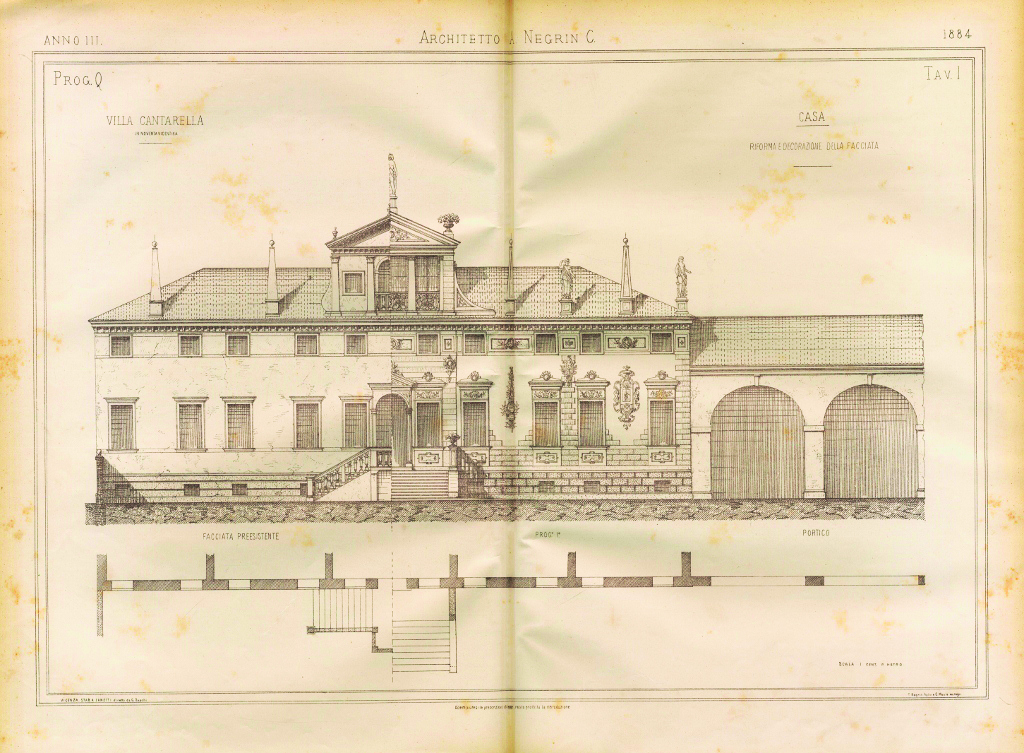
Tavola I del progetto di Antonio Caregaro Negrin

Restaurò infine il grande abbaino: lo ingentilì con una triade di finestre ad arco tra quattro lesene reggenti un frontone triangolare, vi inserì balaustre traforate e diede ai capitelli un'impronta quattrocentesca, raccordando il rialzo del tetto all'intero fabbricato con due volute. Inizialmente sulla sommità del timpano doveva essere posta una statua raffigurante il committente, fu invece posta una statua raffigurante una figura femminile con un frutto in mano.
Egli inoltre, aggiunse la decorazione pittorica esterna della villa e delle barchesse, con la quale intendeva impreziosire l'architettura semplice e tranquilla e dare ai tre elementi centrali importanza adeguata alle notevoli dimensioni del fabbricato agricolo.
Caregaro Negrin non intervenne nella facciata posteriore della villa che, esente dagli abbellimenti ottocenteschi, si presentava come concepita originariamente, nel suo primitivo stato seicentesco: i lavori di ristrutturazione terminarono nel 1883, data incisa sulla soglia della porta d'ingresso. Addossato al lato nord-ovest della villa si trova un altro edificio risalente alla seconda metà del XIX secolo, caratterizzato da una scala ottagonale.

## Recente restauro

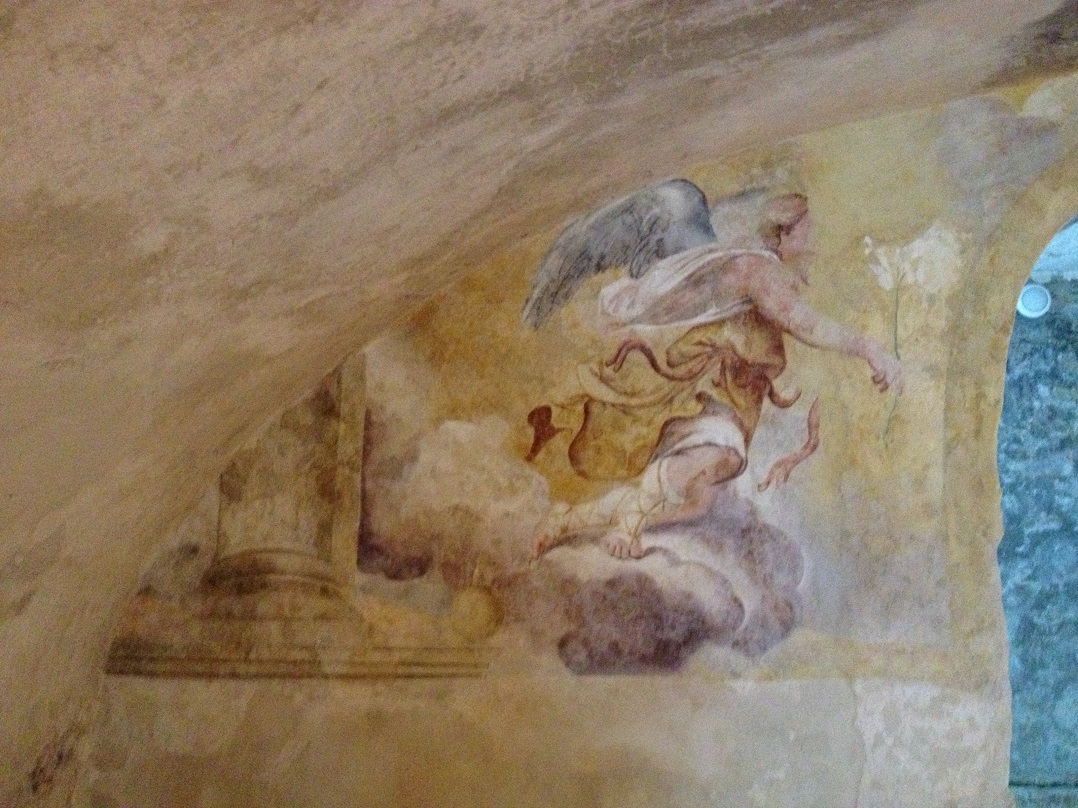
Affresco dell'Angelo dell'Annunciazione, Sale delle Cantine

Nel corso dell'ultimo decennio del Novecento e i primi anni duemila, contemporaneamente al complesso restauro filologico della parte muraria interna ed esterna della villa, si è provveduto a riportare il parco al suo antico splendore, rifacendo i sentieri del giardino all'inglese, disegnato quasi sicuramente da Antonio Caregaro Negrin e ricostruendo l'aiuola centrale con la palma, elemento tipico dei giardini degli anni trenta.

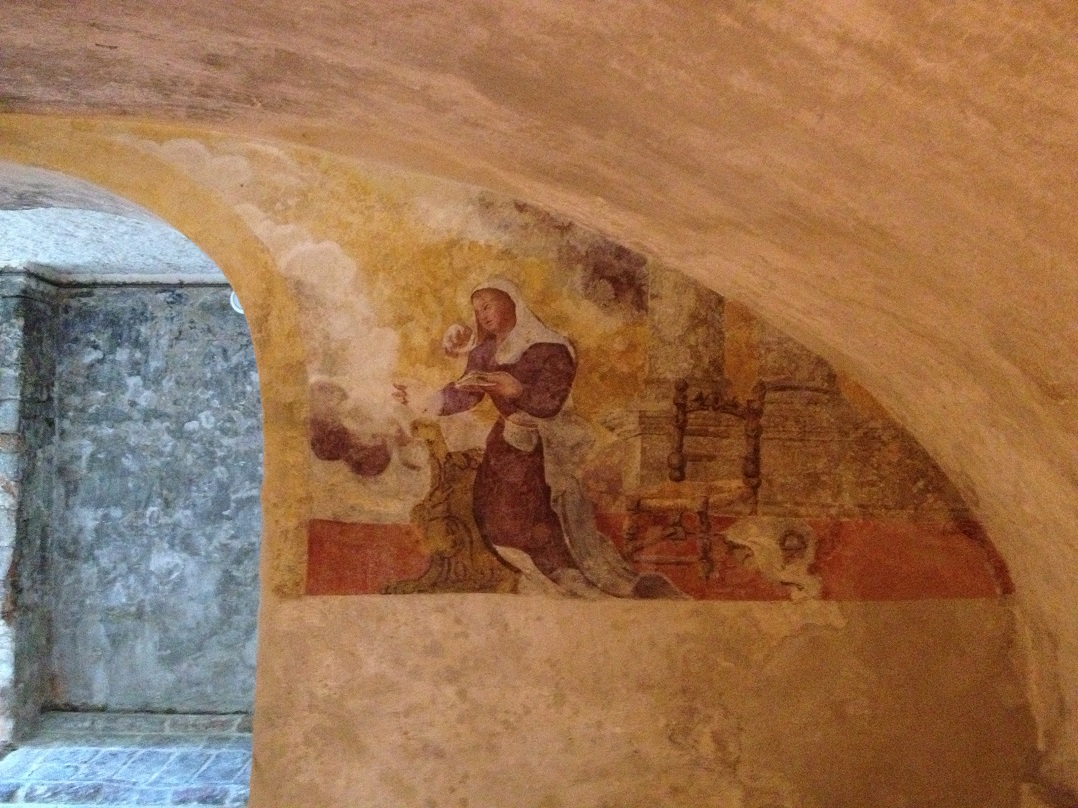
Affresco di Maria, Sale delle Cantine

Nel 2010, durante i lavori di restauro dei pavimenti e delle pareti delle ampie cantine, sono stati recuperati alcuni affreschi ancora in buono stato di conservazione: essi raffigurano da una parte l'Annunciazione con le figure dell'angelo e della Madonna. Sulla parete di fronte si vedono invece le figure di San Giuseppe, San Giovanni Battista e ancora Sant'Antonio da Padova con San Francesco di Paola: dato che quest'ultimo santo è stato canonizzato nel 1519 si presume che tali dipinti siano successivi a questa data. Grazie al lavoro di restauro gli affreschi, di buona fattura, sono stati riportati ai colori originali: dall'importante scoperta e da altri particolari costruttivi delle sale delle cantine si ipotizza che la villa sia sorta sulle fondamenta di una costruzione preesistente, si presume un edificio religioso.
Giovanni Mantese infatti, nella sua ponderosa Storia di Noventa Vicentina parla di due chiese esistenti a Noventa già in epoca medievale, una dedicata ai Santi Vito e Modesto, e una a Santa Maria Nova, che non è mai stata localizzata ed è sparita dalle testimonianze documentali all'inizio del Rinascimento.